# Всеобщие выборы на Острове Принца Эдуарда (2000)
Всеобщие выборы на Острове Принца Эдуарда 2000 года были проведены 17 апреля 2000 года для избрания 27 членов Законодательного собрания острова принца Эдуарда.
Прогрессивно-консервативной партии, возглавляемая премьер-министром Пэтом Биннсом, второй раз подряд получила явное большинство, заняв все места, кроме одного. Это составило увеличение на восемь мест по сравнению с предыдущими выборами.
Либеральная партия во главе с лидером-новичком Уэйном Кэрью, получила только одно место, потеряв семь.
Новая демократическая партия, возглавляемая Хербом Дикисоном, увеличила количество голосов избирателей по сравнению с предыдущими выборами, но потеряла свое единственное место (собственное Дикисона).

## Результаты
| Партия                      | Результат (мест) |
| --------------------------- | ---------------- |
| Прогрессивно-консервативная | 26               |
| Либеральная                 | 1                |
| Новая демократическая       | 0                |